# Théo Scholten
Théo Scholten (4 januari 1963) is een voormalig voetballer uit Luxemburg. Hij speelde als middenvelder gedurende zijn carrière, voor achtereenvolgens Aris Bonnevoie, Jeunesse Esch, Avenir Beggen en CS Grevenmacher. Hij kwam tot een totaal van 419 competitieduels in de Nationaldivisioun, waarmee hij tweede staat op de eeuwige ranglijst achter Denis Scuto.

## Interlandcarrière
Scholten kwam in totaal 21 keer (nul doelpunten) uit voor de nationale ploeg van Luxemburg in de periode 1984 – 1990. Hij maakte zijn debuut op 9 juni 1984 in de vriendschappelijke wedstrijd tegen Portugal, die eindigde in een 2-1 nederlaag. Scholten viel in dat duel na 71 minuten in voor Jean-Pierre Barboni. Zijn 21ste en laatste interland speelde Scholten op 28 maart 1990: de met 2-1 verloren oefenwedstrijd tegen IJsland. In dat duel trad hij na 57 minuten aan als vervanger van Joël Groff.

## Erelijst
- Landskampioen

1985, 1987, 1988, 1993, 1994
- Beker van Luxemburg

1988, 1992, 1993, 1994, 1998
- Luxemburgs voetballer van het jaar

1994
- Monsieur Football

1994
- Topscorer Nationaldivisioun

1989 (21 goals)